# Saint-Christophe (Rhône)
Saint-Christophe, vormals Saint-Christophe-la-Montagne, ist eine Commune déléguée in der französischen Gemeinde Deux-Grosnes mit 229 Einwohnern (Stand 1. Januar 2022) im Département Rhône in der Region Auvergne-Rhône-Alpes. Die Bewohner nennen sich die Saint-Cretulons.
Die Gemeinde Saint-Christophe wurde am 1. Januar 2019 mit Avenas, Monsols, Ouroux, Saint-Jacques-des-Arrêts, Saint-Mamert und Trades zur Commune nouvelle Deux-Grosnes zusammengeschlossen. Sie hat seither den Status einer Commune déléguée. Die Gemeinde Saint-Christophe gehörte zum Kanton Thizy-les-Bourgs im Arrondissement Villefranche-sur-Saône. Sie grenzte im Norden an Saint-Pierre-le-Vieux, im Nordosten an Trades, im Osten an Saint-Mamert, im Südosten an Ouroux, im Süden an Monsols und im Westen an Saint-Bonnet-des-Bruyères.

## Bevölkerungsentwicklung
| Jahr      | 1962 | 1968 | 1975 | 1982 | 1990 | 1999 | 2008 | 2014 |
| --------- | ---- | ---- | ---- | ---- | ---- | ---- | ---- | ---- |
| Einwohner | 372  | 359  | 283  | 230  | 218  | 233  | 232  | 239  |